# Troy Douglas
Troy Douglas (ur. 30 listopada 1962 w  parafii Paget)  – lekkoatleta z Bermudów, reprezentujący także Holandię, sprinter, czterokrotny olimpijczyk.
W roku 1995, reprezentując Bermudy zdobył srebrny medal w biegu na 200 metrów na Halowych Mistrzostwach Świata w Lekkoatletyce. W 2003, będąc już reprezentantem Holandii, zajął trzecie miejsce na Mistrzostwach Świata w Lekkoatletyce w sztafecie 4 × 100 metrów.
Trzykrotnie reprezentował Bermudy na igrzyskach: w Seulu (bieg na 200 i 400 metrów), Barcelonie (bieg na 400 m) i Atlancie (bieg na 200 i 400 m). W swoim czwartym występie olimpijskim, w Atenach, startował w sztafecie 4 × 100 metrów już jako reprezentant Holandii.